# Tropidion ochraceum
Tropidion ochraceum är en skalbaggsart som beskrevs av Martins och Maria Helena M. Galileo 2007. Tropidion ochraceum ingår i släktet Tropidion och familjen långhorningar. Inga underarter finns listade i Catalogue of Life.